# Алиев, Магомед Исмаилович
Магомед Исмаилович Алиев (Бисавалиев) (род. 1 января 1973, Салда, Тляратинский район, Дагестанская АССР, РСФСР, СССР) — прозаик, публицист, журналист. Директор Аварского музыкально-драматического театра имени Гамзата Цадасы (2021 — н.в.).

## Биография
В 1998 году с отличием окончил факультет востоковедения Дагестанского государственного университета. С 1999 года занимается журналисткой деятельностью. Пишет на аварском и русских языках. В разные годы он был корреспондентом газеты «Истина» (на аварском языке). В 2001 году стал главным редактором газеты «Тлярата», учредителем общественно-политического еженедельника «Миллат» на аварском языке, в котором работал с 2011 по 2018 годы. С 2014 года до октября 2021 года Алиев работал главным редактором журнала «Дагестан». В начале октября 2021 года по итогам проведения конкурса Министерством культуры Республики Дагестан назначен директором Аварского музыкально-драматического театра имени Гамзата Цадасы, до этого исполнял обязанности директора Магомед Ахмедов.

## Звания и награды
- Заслуженный работник культуры Республики Дагестан
- Магомед Бисавалиев (Алиев) прозаик, публицист, лауреат Государственной премии РД в области литературы, дипломант Всероссийской премии имени А. Толстого в области литературы, заслуженный деятель искусств РД, награжден медалью им. Р. Гамзатова